# Saint-Agnan-sur-Erre
Saint-Agnan-sur-Erre és un municipi francès situat al departament de l'Orne i a la regió de Normandia. L'any 2007 tenia 167 habitants.

## Demografia

### Població
El 2007 la població de fet de Saint-Agnan-sur-Erre era de 167 persones. Hi havia 68 famílies de les quals 16 eren unipersonals (8 homes vivint sols i 8 dones vivint soles), 24 parelles sense fills, 24 parelles amb fills i 4 famílies monoparentals amb fills.
La població ha evolucionat segons el següent gràfic:
Habitants censats

### Habitatges
El 2007 hi havia 97 habitatges, 69 eren l'habitatge principal de la família, 16 eren segones residències i 12 estaven desocupats. 92 eren cases i 4 eren apartaments. Dels 69 habitatges principals, 53 estaven ocupats pels seus propietaris i 16 estaven llogats i ocupats pels llogaters; 3 tenien dues cambres, 19 en tenien tres, 24 en tenien quatre i 23 en tenien cinc o més. 60 habitatges disposaven pel capbaix d'una plaça de pàrquing. A 28 habitatges hi havia un automòbil i a 38 n'hi havia dos o més.

### Piràmide de població
La piràmide de població per edats i sexe el 2009 era:
| Homes | Edats   | Dones |
| ----- | ------- | ----- |
| 0     | 95 o +  | 0     |
| 0     | 90 a 94 | 0     |
| 4     | 85 a 89 | 0     |
| 0     | 80 a 84 | 4     |
| 0     | 75 a 79 | 0     |
| 0     | 70 a 74 | 0     |
| 8     | 65 a 69 | 0     |
| 0     | 60 a 64 | 8     |
| 0     | 55 a 59 | 4     |
| 8     | 50 a 54 | 4     |
| 12    | 45 a 49 | 12    |
| 12    | 40 a 44 | 16    |
| 8     | 35 a 39 | 8     |
| 0     | 30 a 34 | 4     |
| 4     | 25 a 29 | 0     |
| 0     | 20 a 24 | 4     |
| 4     | 15 a 19 | 4     |
| 4     | 10 a 14 | 16    |
| 4     | 5 a 9   | 8     |
| 4     | 0 a 4   | 0     |

## Economia
El 2007 la població en edat de treballar era de 117 persones, 85 eren actives i 32 eren inactives. De les 85 persones actives 79 estaven ocupades (38 homes i 41 dones) i 6 estaven aturades (3 homes i 3 dones). De les 32 persones inactives 18 estaven jubilades, 9 estaven estudiant i 5 estaven classificades com a «altres inactius».

### Ingressos
El 2009 a Saint-Agnan-sur-Erre hi havia 74 unitats fiscals que integraven 155 persones, la mediana anual d'ingressos fiscals per persona era de 18.047 €.

### Activitats econòmiques
L'únic establiment que hi havia el 2007 era d'una empresa classificada com a «altres activitats de serveis».
L'any 2000 a Saint-Agnan-sur-Erre hi havia 12 explotacions agrícoles que ocupaven un total de 600 hectàrees.

## Poblacions més properes
El següent diagrama mostra les poblacions més properes.